# 11364 Karlštejn
11364 Karlštejn là một tiểu hành tinh vành đai chính với chu kỳ quỹ đạo là 1531.6102009 ngày (4.19 năm).
Nó được phát hiện ngày 23 tháng 3 năm 1998.